# Jan Kościelecki (1415–1475)
Jan Kościelecki herbu Ogończyk (ur. 1415, zm. 1475) – chorąży inowrocławski od 1450 r., podkomorzy dobrzyński od 1445 r., kasztelan bydgoski w latach 1454–1455, starosta jasieniecki, świecki i osiecki od 1455 r., starosta dybowski od 1456 r., starosta bydgoski i tucholski od 1457 r., wojewoda inowrocławski od 1457 r., starosta malborski od 1459 r., starosta inowrocławski od 1473 r., starosta dobrzyński.

## Życiorys
Urodził się ok. 1415 w Kościelcu na Kujawach jako syn Janusza wojewody inowrocławskiego. Był bratem Mikołaja wojewody brzeskokujawskiego. Za młodu przebywał u boku króla Władysława Warneńczyka na Węgrzech jako dworzanin (1441 r.) Wówczas za zasługi otrzymał od króla zapisy i pozwolenie założenia miasta w Kościelcu pod Inowrocławiem.
Ok. 1455 r. jako podkomorzy dobrzyński pojął za żonę jedyną córkę Mikołaja Szarlejskiego, jedyną spadkobierczynię jego rozległych dóbr, przez co stał się jednym z najzamożniejszych osobistości na Kujawach. W dodatku Kościelecki przejął po Szarlejskim zapisy sum zastawnych na Bydgoszczy, Solcu oraz innych dobrach
Rozpoczęta wojna trzynastoletnia dała mu możność dalszego wzbogacenia się na pożyczkach u króla. 21 listopada 1455 r. król zaciągnął u niego pożyczkę w wysokości 350 ﬂorenów węgierskich pod zastaw starostwa jasinieckiego na Pomorzu Gdańskim. Wkrótce, wraz z Mikołajem Szarlejskim otrzymał od króla jako tenutę zamki w Świeciu i zamek w Osieku. W kwietniu 1456 r. otrzymał ważne strategicznie: zamek Dybowski i Nieszawę, również jako zabezpieczenie pożyczek królowi. W marcu 1457 roku po Szarlejskim objął Tucholę. Dług króla u Kościeleckiego u schyłku wojny trzynastoletniej wynosił ok. 116 tys. florenów – wartość rocznych dochodów państwa. W związku z tym otrzymał od Kazimierza Jagiellończyka liczne starostwa pomorskie i kujawskie oraz urząd wojewody.
Jan Kościelecki brał udział w wojnie trzynastoletniej. W końcu września 1456 r. udzielił królowi pomocy militarnej przy tłumieniu rewolty części mieszczaństwa toruńskiego. Na początku maja 1457 r. towarzyszył królowi w podróży do Gdańska. Coraz aktywniej uczestniczył w sprawach militarnych w Prusach. W końcu 1457 r. wzywany był przez Toruń do obrony przed spodziewanym atakiem zaciężnych krzyżackich. W październiku 1458 r. był jednym z gwarantów rozejmu polsko-krzyżackiego w Prabutach. W lecie 1459 r. dowodził polskimi wojskami prowadzącymi działania w ziemi chełmińskiej oraz pod Chojnicami. W 1460 r. z zaciężnymi królewskimi ochraniał przed atakiem krzyżackim Gdańsk, a w 1461 r. uczestniczył w oblężeniu Świecia nad Wisłą.
Jan Kościelecki brał udział w rokowaniach polsko-krzyżackich u schyłkowego okresu wojny trzynastoletniej: w maju 1463 w Brześciu Kujawskim, w marcu 1464 w Elblągu, w lipcu 1464 w Toruniu. Był posłem królewskim w sprawie przyjęcia hołdu od wielkiego mistrza zakonu w Brodnicy. W połowie lipca 1466 towarzyszył królowi Kazimierzowi Jagiellończykowi w czasie jego pobytu w Inowrocławiu, a następnie uczestniczył w rokowaniach z Zakonem i był jednym z polskich gwarantów pokoju toruńskiego zawartego 19 października 1466 r.
Po wojnie trzynastoletniej jako starosta malborski reprezentował w Prusach Królewskich interesy króla. W lecie 1467 r. na zjeździe stanów pruskich pertraktował w sprawie uchwalenia podatku dla spłaty zaciężnych. Brał udział w zjeździe z delegatami Zakonu w Elblągu i w Malborku. Był też czynny przy ustanawianiu biskupa chełmińskiego Wincentego Kiełbasy administratorem Warmii (1467). W 1469 r. uczestniczył w rokowaniach ze stanami pruskimi o zorganizowanie trybunału (najwyższego sądu). W okresie wojny z Mikołajem Tungenem o biskupstwo warmińskie (1472–1478) Kościelecki był początkowo wodzem wojsk polskich. Jednak nie zdołał obronić zamków warmińskich, co było przyczyną konfliktu ze stanami pruskimi, podczas którego król Kazimierz Jagiellończyk wziął Kościeleckiego w obronę. W 1474 r. był obecny w rokowaniach w Dybowie w sprawie Warmii i przywilejów pruskich. Zasiadał w senacie razem z bratem Mikołajem.
Ostatnia wzmianka o Janie Kościeleckim pochodzi z 5 września 1475 r. Wkrótce potem zmarł. Pozostawił synów: Andrzeja – późniejszego podskarbiego wielkiego koronnego, Mikołaja – późniejszego wojewodę brzeskokujawskiego, Stanisława – wojewodę poznańskiego, oraz córki: Barbarę i Dobrochnę, zamężną Baranowską.

## Zachowane wzmianki pisane z okresu starostwa bydgoskiego
Jan Kościelecki uzyskał starostwo bydgoskie na mocy królewskiej decyzji z 29 marca 1457 r., dzięki rezygnacji z urzędu umierającego Mikołaja Szarlejskiego.
Z racji posiadania licznych urzędów, w Bydgoszczy nie pojawiał się zbyt często.
Na bydgoskim zamku towarzyszył zwykle królowi Kazimierzowi Jagiellończykowi i jego świcie, ponieważ władca urządził tu sobie jedną ze swoich głównych kwater podczas wojny trzynastoletniej.
Krótko po objęciu starostwa, w kwietniu 1457 r. król na zamku bydgoskim wykupił z rąk zaciężnych krzyżackich kilka twierdz wojennych m.in. Malbork, w latach następnych koncentrował i przeglądał armie, przeprowadzał rokowania. W 1466 r. odbyły się tu pertraktacje z księciem słupskim Erykiem II i dowódcą wojsk zakonnych Bernardem Szumborskim, które doprowadziły do zakończenia wojny.
Znane są następujące ślady w dokumentach pisanych z pobytu Jana Kościeleckiego w Bydgoszczy:
- 25 kwietnia 1458 r.,
- kwiecień 1460 r.,
- 30 stycznia 1466 r. – zaświadczył w Bydgoszczy, że Jan Dziedzic z Pilatowa zastawił swoje sołectwo w Jachcicach bydgoskiemu klasztorowi karmelitów,
- 28 października 1466 r. uzyskał zgodę króla Kazimierza Jagiellończyka na ufundowanie ołtarza w bydgoskim kościele farnym,
- 9 grudnia 1466 r. przebywał w Bydgoszczy w związku z ufundowaniem przez siebie ołtarza do kościoła farnego; przekazał przy tym 6 grzywien rocznie (podobnie jak władze miejskie) na utrzymanie dwóch duchownych mansjonarzy, którzy mieli odprawiać modły przy ołtarzu.

Tradycja przekazuje również, że starosta dopomógł finansowo w budowie kościoła farnego, uposażył szkołę parafialną oraz ufundował gotycki obraz maryjny, obecnie czczony jako Matka Boża Pięknej Miłości.